# Мітрофань
Мітрофань, Мітрофані (рум. Mitrofani) — село у повіті Вилча в Румунії. Входить до складу комуни Мітрофань.
Село розташоване на відстані 153 км на захід від Бухареста, 43 км на південь від Римніку-Вилчі, 55 км на північний схід від Крайови.

## Населення
За даними перепису населення 2002 року у селі проживали 807 осіб, усі — румуни. Усі жителі села рідною мовою назвали румунську.